# Afrapia
Afrapia  (лат.) — ископаемый род наездников подотряда стебельчатобрюхие отряда перепончатокрылые насекомые.

## Описание
Ископаемые наездники из меловых отложений (туронский ярус, Южная Африка, Ботсвана). Длина тела 3—5 мм. Усики из 15—20 члеников.

## Классификация
2 вида. Род семейства Maimetshidae. Энтомолог С. Шоу в своей ревизии (Shaw, 1990) включил семейство Maimetshidae в состав семейства Megalyridae). В 2009 году после открытия нескольких новых ископаемых родов статус отдельного семейства был восстановлен (Rasnitsyn, A. P. & Brothers, D. J. 2009).
- †Afrapia globularis Rasnitsyn & Brothers, 2009
- †Afrapia variicornis Rasnitsyn & Brothers, 2009